# John W. Grow
John W Grow är en pseudonym för en eller flera okända personer. Under denna pseudonym utkom 1997 boken Kontraktet: mordet på en statsminister. 
Officiellt är boken skriven av en engelsman under pseudonym, men boken är inte utgiven i England. När tidskriften Jury inför utgivningen skulle skriva om boken fanns varken engelsk originaltitel eller översättare angiven. Först efter påtryckningar angav förlaget titeln The Ultimate Contract och ett översättarnamn som förlaget sedan ändrade. I den svenska bibliotekskatalogen Libris uppges översättaren vara Paul Englar.
Vissa spekulationer om författaren har kretsat kring Jan Guillou och Leif GW Persson. Den sistnämnde har dock senare gett ut en roman i eget namn som behandlar just Palmemordet, varför Leif GW Persson av somliga upplevts vara tveksam som författare till Sista kontraktet. Guillou menar att boken är skriven av okända parasiter och förnekar att han är upphovsman.
Boken The Ultimate Contract kom ut i "svensk översättning" med titeln Kontraktet: mordet på en statsminister (ISBN 91-7055-181-2) 1997, och filmades 1998 under namnet Sista kontraktet.